# Halvvägs till himlen
Halvvägs till himlen är en svensk dramafilm från 1931 i regi av Stellan Windrow och Rune Carlsten.

## Om filmen
Filmen premiärvisades 26 december 1931 på biograf Olympia i Gävle. Den spelades in vid Les Studios Paramount i Joinville utanför Paris. Manuskriptet till filmen har som förlaga ett amerikanskt originalmanuskript till filmen Half Way to Heaven av George Abbott som i sin tur bygger på en fri tolkning av Henry Leyford Gates roman Here Comes the Bandwagon som publicerades i USA 1928. Samtidigt med den svenska inspelningen gjordes en tysk version Der Sprung ins Nichts, regi Leo Mittler, en fransk A mi-chemin du ciel, regi Alberto Cavalcanti och en spansk version Sombras de circo, regi Adelqui Millar.

## Rollista
- Elisabeth Frisk – Mona (Greta Nelson)
- Haakon Hjelde – Ned Lee
- Edvin Adolphson – Nick Pogli, akrobat
- Karin Swanström – Madame Jenny
- Torben Meyer – direktör
- Einar Sissener – Jack
- Henki Kolstad – lille Eric
- Mildred Mehle
- Gösta Källhagen
- Ragna Breda